# Lukas Maase

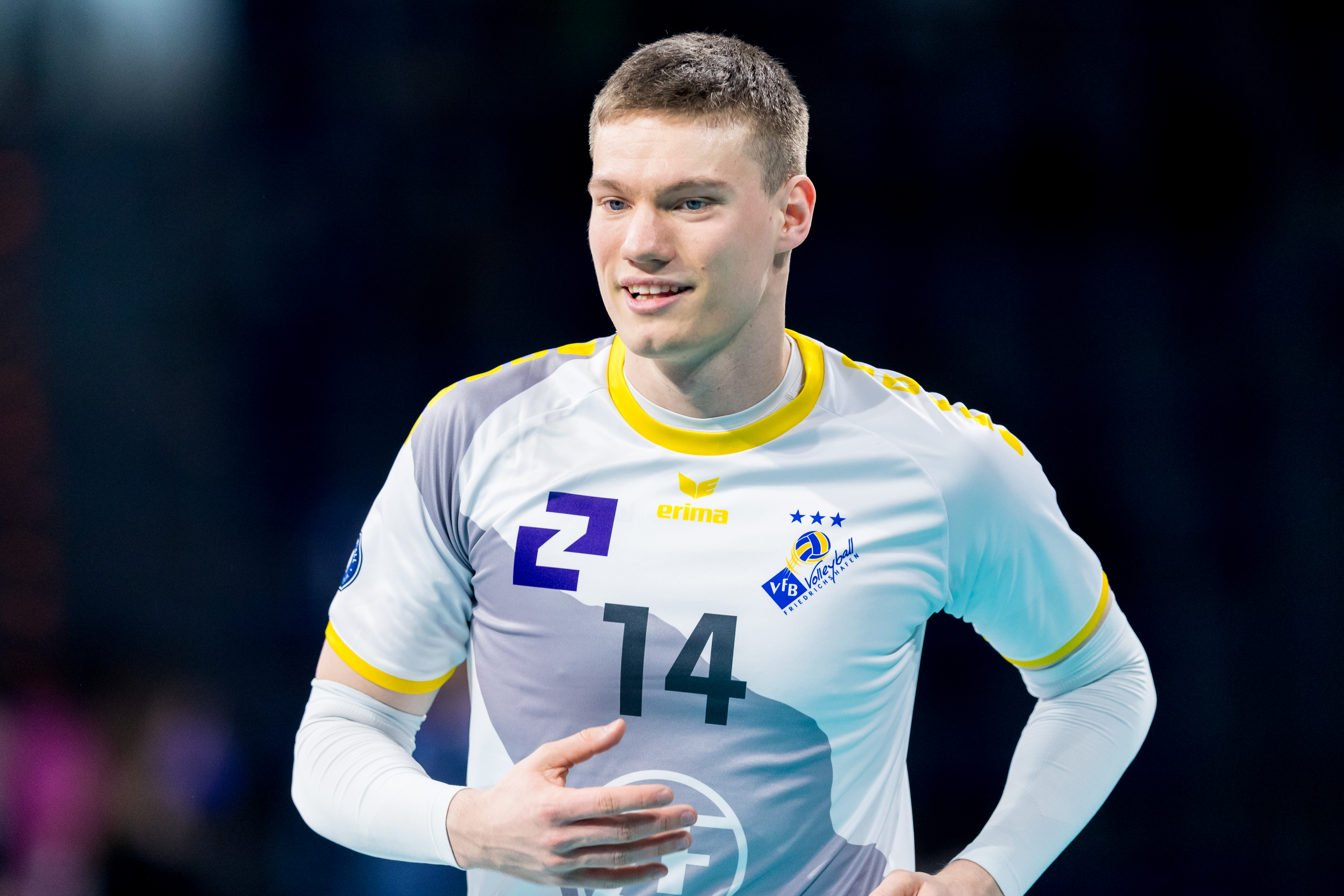
Lukas Maase zawodnikiem VfB Friedrichshafen w sezonie 2021/2022

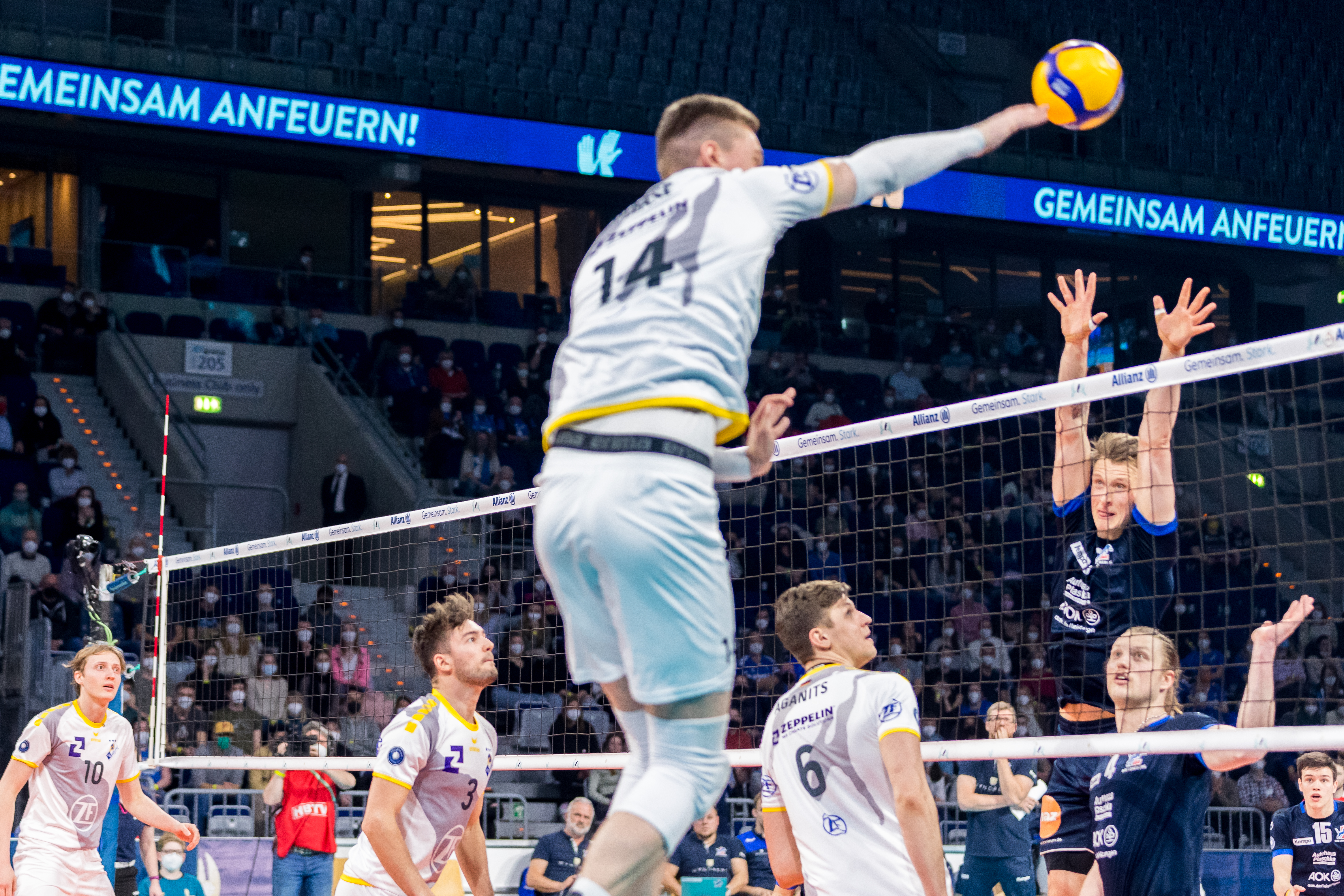
Lukas Maase podczas ataku z prawego skrzydła w drużynie VfB Friedrichshafen podczas finału Pucharu Niemiec 2022

Lukas Maase (ur. 28 sierpnia 1998 w Dreźnie) – niemiecki siatkarz, reprezentant Niemiec, grający na pozycji środkowego i atakującego.
Za sprawą swojego ojca zaczął grać w siatkówkę. Z niemiecką reprezentacją juniorów wziął udział w Mistrzostwach Świata Kadetów w 2015 roku w Argentynie, gdzie zajęli 13. miejsce. W 2016 roku zajął 6. miejsce na Mistrzostwach Europy Juniorów w Bułgarii.
Jego młodsza siostra Rica, również jest siatkarką.

## Przebieg kariery
| Lata      | Klub                   |
| --------- | ---------------------- |
| –2017     | VC Drezno              |
| 2017–2018 | GSVE Delitzsch         |
| 2018–2020 | SWD Powervolleys Düren |
| 2020–2022 | VfB Friedrichshafen    |
| 2022–2023 | SVG Lüneburg           |
| 2023–2024 | Paris Volley           |
| 2024–     | Chaumont VB 52         |

## Sukcesy klubowe
Liga niemiecka:
- 2021, 2022

Puchar Niemiec:
- 2022[6]